# Joseph Mendes
Joseph Mendes (ur. 30 marca 1991 w Évreux) – piłkarz z Gwinei Bissau francuskiego pochodzenia grający na pozycji napastnika w klubie Chamois Niortais oraz reprezentacji Gwinei Bissau.

## Kariera
Mendes rozpoczynał karierę we francuskim Grenoble. Następnie reprezentował barwy wielu klubów z niższych lig francuskich, m.in. Le Mans czy Luzenac. W 2014 roku grał w bułgarskim Łokomotiwie Płowdiw. W 2016 przeniósł się do Reading. Aktualnie występuje w Chamois Niortais.
W 2019 roku zdecydował się reprezentować Gwineę Bissau. W tamtejszej kadrze zadebiutował 8 czerwca 2019 przeciwko Angoli. Pierwszą bramkę zdobył 4 września w starciu z Wyspami Świętego Tomasza i Książęcą.